# FIFA Street
FIFA Street je nogometna videoigra iz FIFA Street serijala; proizvođača EA Canada i izdavača Electronic Artsa. Igra je izašla 22. veljače 2005. u Sjevernoj Americi (SAD) i 11. ožujka 2005. u PAL regiji. Izašla je za konzole GameCube, PlayStation 2 i Xbox; i jedna je od rijetkih FIFA-inih igara koja nije izdana za PC.
FIFA Street se baziran na umjeću, vještini i stilu igranja; za razliku od FIFA Footballa, koji se bazira na momčadskoj igri i taktici. Igra FIFA Street "predstavlja" slobodni način igranja nogometa, igrajući po ulicama i igralištima diljem svijeta.
Igra se igra vrstom "4-protiv-4", a igraju jedni od najvećih igrača; poput Davida Beckhama, Zinedina Zidana, Ronalda i Ronaldinha.

## Igrališta
- Ulični podvožnjak u Marseilleu
- Košarkaško igralište na otvorenom New York Cityju
- "Favela" u Rio de Janeiru
- Prašnjavo dvorište u predgrađu Lagosa
- Igralište "Nikeplein" u Amsterdamu
- Trg pokraj rijeke Tiber u Rimu
- Ruševine zgrade u Kreuzbergu, općina Berlin
- Tržnica u Tepitu, susjedstvu Mexico Cityja
- "Park Güell" u Barceloni
- Napušteno skladište vlakova u Londonu
- Centralna tržnica Ciudad del Esteu (tajno igralište, dostupno samo u GameSharku)

## Momčadi
- Argentina
- Australija
- Brazil
- Češka
- Danska
- Engleska
- Francuska
- Njemačka
- Italija
- Nigerija
- Meksiko
- Portugal
- Irska
- Južna Koreja
- Španjolska
- SAD